# Merovinzi
Merovinzi su dinastija franačkih kraljeva, koja je vladala Franačkom od 481. do 751. godine. Merovinška dinastija duguje svoje ime Meroveju, vođi Salijskih Franaka od 447. do 458. Merovinzi postaju poznati pod Hilderikom I. poslije njegove pobjede nad Vizigotima, Sasima i Alemanima. Ponekad su ih nazivali dugokosi kraljevi, jer su imali dugu kosu.

## Klodvig I.
Hilderikov sin Klodvig (481.—511.) bio je ujedno i najznačjniji vladar dinastije Merovinga. Ujedinio je većinu Galije sjeverno od Loire poslije pobjede nad rimskim patricijem Sijagrijem, namjesnikom dijela Galije između Loire i Seine. 510. godine postao je jedini vođa i Salijskih i Ripaurskih Franaka i na taj način ujedinitelj Franaka.  Bio je i prvi francuski kralj koji je primio kršćanstvo. Smatra se da je veliki utjecaj na promjenu vjere imala njegova žena Klotilda. Klodvig je kršten 496. i u sljedećih deset godina još tri tisuće njegovih ratnika primaju kršćanstvo, čime je taj proces kod Franaka uzeo maha. Krštenje samog Klodviga obavljeno je u tajnosti, jer su franački ratnici u početku bili nepovjerljivi prema kršćanskom Bogu.
Poslije njegove smrti carstvo je podijeljeno između četiri sina, prema starom salijskom pravu. Oblasti koje su sinovi dobili nisu predstavljale kompakte cjeline. Taj običaj se održao još sto godina. Iako je vladalo više merovinških kraljeva, kraljevstvo je ostajalo jedinstveno, jer vlast je bila kolektivna.

## Karakter
Merovinški kralj je bio odgovoran za podjelu osvojenog blaga između svojih glavnih pristlica. Kad bi merovinški kralj umro, njegova imovina se dijelila na jednake dijelove nasljednicima. Kralj bi određivao vlastelu zaduženu za obranu, administraciju i sudstvo. Grofovi su trebali opskrbljivati vojske, regrutirati ih i nagrađivati zemljom. Ta vojska bi dolazila na kraljev poziv. Postojala je godišnja nacionalna skupština vlastele i zapovjednika, gdje bi se određivala glavna politika ratnog djelovanja.
Vojska bi proglašavala novog kralja dižući ga na štitu, što je predstavljalo antički običaj, gdje je kralj bio vojni vođa, a ne šef države. Od kralja se očekivalo da se može financijski sam održavati sa svog privatnog imanja. Ta očekivanja da se kralj sam održava postojala su sve do Stogodišnjeg rata. Trgovina je opala padom Zapadnog Rimskog Carstva, pa su poljoprivredna imanja omogućavala najbolje samoodržanje. Preostalu međunarodnu trgovinu održavali su trgovci Bliskog istoka.

## Zakon
Zakon u doba Merovinga nije bio isti za sve. Za Salijske Franke je postojao Salijski zakon, a za Ripuarijske Franke drugi zakon. Po tome su Franci bili iza Vizigota i Burgundijaca, koji su prihvatili univezalno Rimsko pravo. Merovinški zakon je bio baziran na presedanima. Nije poznavao koncept kreiranja novog zakona, nego samo održanja tradicije.

## Razdoblje nakon Klodviga
Merovinško kraljevstvo je obuhvaćalo cijelu Galiju bez Burgundije. Od prve podjele 511. godine gotovo stalno je bilo u ratu, najčešće građanskom. Klodvigovi sinovi su održavali bratske veze tijekom rata s Burgundijcima, ali su se počeli međusobno sukobljavati i ubijati nasljednike. Konačno, 558. Klotar I. ujedinjuje franačko kraljevstvo. Međutim, umire tri godine kasnije 561., tako da se carstvo ponovo dijeli.
Sukobi između različitih frakcija izbijali su u razdoblju od 561. do 613. godine. Neustrija i Austrazija i Burgundija predstavljale su tri velika dijela Franačke. Frakcije koje vladaju Neustrijom obično bi ratovale s frakcijama koje bi vladale Austrazijom. Postojali su tako kraljevi samo Neustrije i kraljevi samo Austrazije.
Klotar II. uspjeva ujediniti carstvo. Spojio je sva tri dijela: Neustriju, Austraziju i Burgundiju. No, carstvo je postalo slabije, a plemstvo bivalo mnogo jače, jer su dobili koncesije od kralja u zamjenu za podršku. Tijekom 6. stoljeća Franačko Carstvo je bilo primjer stabilne i značajne tvorevine zapadne Europe, ali tijekom 7. stoljeća kraljevi prestaju igrati značajnu, a sve više dobivaju simboličnu ulogu. Majordom (glavni službenik kraljevskog dvora) postaje sve važnija funkcija, a kralj od njega treba odobrenje za akcije. Postojali su majordomi samo Neustrije i samo Austrazije.
Moćni Dagobert I. (629. — 639.) zakratko je ponovo ujedinio Franačko kraljevstvo. Proveo je mnogo vremena u ratničkim pohodima u stranim zemljama, kao što su Spanija i slavenska područja na istoku. Sekularizacijom crkvenih imanja izazvao je nezadovoljstvo Crkve, tako da Merovinzi ostaju i bez te podrške. Poslije njega pojavljuju se kraljevi, koji su nazvani "kraljevi koji ništa ne rade". U stvari samo zadnja dva kralja nisu radila ništa. Kraljevi bi dolazili na vlast i umirali mladi, tako da su praktično kraljevstvom vladali majordomi.
Pipin Mlađi postaje prvi majordom, koji vlada cijelim carstvom od 687. do 714. godine. Njegovi nasljednici su isto majordomi, a kasnije postaju kraljevi. Od kasnijih kraljeva vrijedi istaknuti Dagoberta II. i Hilperika II., ali majordomi nastavljaju vršiti veliku vlast i u Neustriji i u Austraziji.